# Слонский, Евстафий Григорьевич
Евста́фий Григо́рьевич Сло́нский (5 мая 1896 — 28 сентября 1943) — участник Великой Отечественной войны, Герой Советского Союза (10.1.1944, посмертно).

## Биография
Родился в деревне Юрьево (сейчас в Смолевичском районе Минской области). С 1918 года в Красной Армии. Участвовал в боях на Южном фронте во время Гражданской войны 1918—1920 годов. В Великую Отечественную войну с 1941 года на Воронежском фронте.
Заместитель командира 835-го стрелкового полка 237-й Пирятинской дивизии майор Слонский отличился в 1943 году в битве за Днепр около села Великий Букрин Киевской области. С группой бойцов форсировал Днепр, захватил плацдарм и закрепился на нём. Погиб при освобождении села Юшки.
Указом Президиума Верховного Совета СССР «О присвоении звания Героя Советского Союза генералам, офицерскому, сержантскому и рядовому составу Красной Армии» от 10 января 1944 года за «образцовое выполнение боевых заданий командования на фронте борьбы с немецко-фашистскими захватчиками и проявленные при этом отвагу и геройство» удостоен посмертно звания Героя Советского Союза.

## Награды
- Медаль «Золотая Звезда» Героя Советского Союза (10.1.1944)[3];
- орден Ленина (10.1.1944)[3];
- орден Красной Звезды (1942)[3].

## Память
В честь Героя названа одна из улиц в посёлка Лев Толстой (Липецкая область, Россия).